# So You Think You Can Dance Canada
So You Think You Can Dance Canada est une compétition de danse télévisée canadienne, franchise de l'émission américaine du même nom, So You Think You Can Dance de 92 émissions diffusés entre le 11 septembre 2008 et le 11 septembre 2011 sur le réseau CTV.
L'émission est présentée par l'animatrice de télévision Leah Miller, et le jury chargé de commenter les prestations des compétiteurs est composé de personnalités canadiennes, dont, de façon permanente, le québécois Jean-Marc Généreux et la danseuse et chorégraphe Tré Armstrong. Les deux autres juges composant le jury, invités de manière ponctuelle, sont des personnalités du monde de la danse, dont Karen Kain et Rex Harrington du Ballet national du Canada, Sergio Trujillo, chorégraphe de Broadway, ou Mary Murphy et Dan Karaty, chorégraphes et membres du jury de la version américaine de l'émission. Kenny Ortega, réalisateur des comédies musicales High School Musical, a également fait partie du jury.
Du fait du langage universel de la danse, les canadiens anglophones et francophones s'affrontent à armes égales, et la compétition est, suivant les saisons, remportées tant par des francophones que des anglophones,.
Peu après la dernière émission de l'été 2011, le 13 septembre, CTV a annoncé que l'émission ne sera pas renouvelé l'été prochain à la suite des cotes d'écoutes décevantes.

## Liste des vainqueurs
- 2008 : Nico Archambault
- 2009 : Tara-Jean Popowich
- 2010 : Denys Drozdyuk
- 2011 : Jordan Clark